# Marcin Głowiński
Marcin Krzysztof Głowiński (ur. 19 lipca 1982) – polski duchowny rzymskokatolicki, doktor nauk społecznych, kanonik honorowy, rektor Arcybiskupiego Seminarium Duchownego w Poznaniu w latach 2019–2021, proboszcz parafii św. Jadwigi Śląskiej w Poznaniu od 2022.

## Życiorys
Święcenia diakonatu otrzymał 18 maja 2006 w bazylice archikatedralnej Świętych Apostołów Piotra i Pawła w Poznaniu z rąk biskupa pomocniczego poznańskiego Marka Jędraszewskiego. W 2007 ukończył formację w Arcybiskupim Seminarium Duchownym w Poznaniu oraz uzyskał magisterium na Wydziale Teologicznym Uniwersytetu im. Adama Mickiewicza na podstawie pracy magisterskiej Kaznodzieja jako wychowawca młodzieży – na przykładzie wybranych homilii publikowanych w miesięczniku homiletycznym „Biblioteka Kaznodziejska”, napisanej pod kierunkiem ks. dr. Adama Kalbarczyka. Święcenia prezbiteratu otrzymał 24 maja 2007 w bazylice archikatedralnej Świętych Apostołów Piotra i Pawła w Poznaniu z rąk arcybiskupa metropolity poznańskiego Stanisława Gądeckiego. Odbył studia doktoranckie z zakresu pedagogiki na Wydziale Nauk Społecznych Katolickiego Uniwersytetu Lubelskiego Jana Pawła II, a 30 września 2019 uzyskał stopień naukowy doktora na podstawie dysertacji Wychowawczy potencjał wspólnoty. Studium na przykładzie „L’Arche” oraz „Wiary i Światła”, podejmującej kwestię diagnozy potencjału wychowawczego wspólnoty, napisanej pod kierunkiem dr hab. Lucyny Dziaczkowskiej.
Po święceniach prezbiteratu został skierowany do posługi w parafii św. Marii Magdaleny w Wielichowie. W późniejszych latach był kierowany do parafii: Matki Boskiej Bolesnej w Poznaniu, Najświętszej Maryi Panny Niepokalanie Poczętej w Poznaniu, pracował także w poznańskiej Kurii Metropolitalnej na stanowisku referenta ds. katechezy. 1 lipca 2019 objął urząd rektorski Arcybiskupiego Seminarium Duchownego w Poznaniu. Od 1 września 2021 został skierowany do pomocy duszpasterskiej w parafii pw. Nawiedzenia Najświętszej Maryi Panny w Poznaniu oraz mianowany kuratorem osób duchownych podejrzanych, oskarżonych, skazanych lub uniewinnionych za przestępstwo wykorzystania seksualnego nieletnich poniżej 18. roku życia lub niepełnosprawnych. Z dniem 1 marca 2022 został mianowany proboszczem parafii św. Jadwigi Śląskiej w Poznaniu.
19 grudnia 2019 arcybiskup Stanisław Gądecki wręczył mu nominację na kanonika honorowego Kapituły Metropolitalnej Poznańskiej.